# Schizoculina africana
Schizoculina africana е вид корал от семейство Oculinidae. Възникнал е преди около 0,13 млн. години по времето на периода кватернер.

## Разпространение и местообитание
Видът е разпространен в Бенин, Габон, Гамбия, Гана, Гвинея, Гвинея-Бисау, Екваториална Гвинея, Кабо Верде, Камерун, Кот д'Ивоар, Либерия, Мавритания, Нигерия, Сао Томе и Принсипи, Сенегал, Сиера Леоне и Того.
Обитава крайбрежията на океани и рифове. Среща се на дълбочина около 20 m.